# Petronell-Carnuntum
Petronell-Carnuntum (fino al 1963 Petronell) è un comune austriaco di 1 275 abitanti nel distretto di Bruck an der Leitha, in Bassa Austria.

## Monumenti e luoghi d'interesse
- Castello di Petronell